# Sida au Bénin

Le ruban rouge, symbole international pour montrer le soutien pour la lutte contre le sida, et la solidarité avec les personnes vivant avec le VIH et les victimes de la maladie.

Le sida constitue un problème de santé majeur au Bénin avec une prévalence qui tend à se stabiliser autour de 1,2 % depuis 2006 conformément aux résultats de l’Enquête Démographique et de Santé réalisée en 2012.

## Prévalence
La prévalence du VIH Sida est en fonction de plusieurs facteurs. Elle est de 1,4% chez les femmes et 1,0% chez les hommes mais faible parmi les vivants en milieu rural. Par rapport aux jeunes de 15-24 ans la prévalence est de 0,6 % et 1,5% dans les autres villes surtout chez les jeunes hommes vivant. Durant l’Enquête Démographique et de Santé du
Bénin (EDSB-IV) de 2011-2012, il est constaté que 1,2 % des personnes de 15-49 ans sont infectées par le VIH. Selon le niveau d'instruction , elle est faible chez les femmes instruites (second cycle ou plus) et chez les hommes sans instruction. Du point de vue statut matrimonial , la prévalence est plus élevée parmi les veuves (10,8 %) et les divorcés (2,1 %) mais plus faibles chez les femmes célibataires (0,7 %) et hommes divorcés (<0,1 %). Elle est de 2,2 % , 2,1 % respectivement dans le Couffo et dans le Mono. 

## Lutte contre la maladie
Pour lutter contre le SIDA au Bénin plusieurs dispositions ont été prises telle que :
-La journée mondiale de la lutte contre le VIH/SIDA tous les 1er décembre établie en 1988 par l'Organisation Mondiale de la Santé (OMS) et approuvée par l'Assemblée Générale des Nations unies,,
-Les dispositions prises par l'UNICEF pour lutter contre la transmission du VIH/SIDA de mère à enfant,
-La distribution des préservatifs dans les établissements et collèges par les ONG et autre Organisation,
-L'organisation des séances de campagnes de sensibilisation des jeunes, des enfants et des femmes sur le VIH/SIDA